# Louis Chasme
 (février 2021).
 (janvier 2021).
Louis Joseph Chasme, né le 8 mai 1929 à Ouidah et mort le 10 août 1994 à Rouen, est un homme politique : ancien ministre de la Justice et de la Législation, haut gradé des Forces Armées du Bénin (ex Dahomey).

## Biographie
Louis Joseph Chasme, fils de Joseph Chasme et d’Agnès Cholé, fait ses études primaires et secondaires dans sa ville natale. Il s'installe à Cotonou, la capitale économique du Bénin, en 1942 car les opportunités de réussites y sont plus grandes.
Entré très tôt dans la vie active, il est chef de gare à la société des chemins de fer (OCDN, ensuite OCBN), jusqu’en 1949.

## Vie militaire
En 1950, il est incorporé au titre d’engagé volontaire. En ⁣⁣1955⁣⁣, il reçoit une formation militaire qui lui confère le grade de Sergent.
Il est admis à l'École de Formation des Officiers Ressortissants des Territoires d’Outre-Mer, devenue École de formation des officiers du régime transitoire des troupes de marine (EFORTOM  de Fréjus) en 1957. En 1959, il sort avec le grade de sous-lieutenant (Promotion N’Tchoréré).
Louis Joseph Chasme est transféré dans les Forces armées dahoméennes, aujourd’hui Forces armées béninoises, en 1960 après les indépendances. Il est promu lieutenant en 1961. Ses prouesses au sein de l'armée lui permettent d'occuper de hautes fonctions afférentes à ses grades. En ⁣⁣1964⁣⁣, ⁣ il devient capitaine puis est nommé Chef de service de l’Intendance le 16 août 1965. Il est le premier officier au rang d’Intendant Militaire de 3ᵉ classe le 01 juin 1967.
Il reçoit la distinction d’Officier dans l’Ordre National du Dahomey par décret n°71-170 du 22 septembre 1971. Il est promu lieutenant-colonel le 01 janvier 1972 par décret N°72-43.

## Vie politique
Louis Joseph Chasme exerce des fonctions et missions politiques comme Ministre de la Justice et de la Législation, de décembre 1967 à juillet 1968. Fin 1969, il est directeur de la sûreté nationale (décret n° 69-320 du président du directoire). Il devient contrôleur d’Etat adjoint à la Défense Nationale le 12 octobre 1970 (décret n°70-263 du Conseil Présidentiel). En avril 1972, il est Juge président de la Cour Martiale devant statuer sur la tentative de coup d’état avorté, dirigé par Maurice Kouandété.
Par décret n°72-149 du Président du Conseil Présidentiel, il est chef de cabinet militaire le 05 juin 1972. Cette même année, le commandant Mathieu Kérékou prend le pouvoir à la suite d'un coup d'État. Par décret n°75-316, il est autorisé, à sa demande, à faire valoir ses droits à la retraite le 28 novembre 1975.
Après sa retraite militaire, il s’installe en France où il est reçu au concours d’inspecteur des PTT en 1976 et intègre la Direction Régionale des Télécommunications de Rouen. En ⁣⁣1988⁣⁣, il soutient une thèse de doctorat en histoire intitulée : Histoire de l’Armée nationale dahoméenne (1960-1972) sous la direction de Claude Mazauric. Il est encore en fonction à France Télécom lorsque survient son décès le 10 août 1994. Il est inhumé à Ouidah.

## Distinctions
- Officier dans L’Ordre National du Dahomey par décret du 22/09/71
- Docteur en Histoire. Thèse soutenue en 1988 à l’université de Rouen

## Sources
- Adrien Houngbédji, La liberté au cœur - tome 1 Le temps des semailles (1960-1990), L'Archipel, 6 mars 2019 (ISBN 978-2-8098-2630-2, lire en ligne)
- Thèse Louis Chasme : Histoire de l'armée nationale dahoméenne